# Різанина в Горайці
Різанина в Горайці — винищення українського населення села Гораєць, здійснене 6 квітня 1945 року підрозділами Другого Окремого Операційного батальйону Корпусу Внутрішньої Безпеки Польщі (пол. 2 Samodzielny Batalion Operacyjny Korpusu Bezpieczeństwa Wewnętrznego), створеного прокомуністичною владою за зразком радянських військ НКВС.

## Географічні відомості
Село розташоване на Терногородському плато над річкою Гнійник (пол. Gnojnik) на відстані 2 кілометри на північний схід від центру гміни міста Чесанова, 12 кілометрів на північ від центру повіту міста Любачева і 86 кілометрів на схід від столиці воєводства  — міста Ряшіва.

## Історичні дані
Перші сліди поселень на теренах Горайця походять з часів неоліту.
В XI-XIII століттях на цих землях існувало Перемишльське руське князівство зі столицею в Перемишлі, яке входило до складу Галицького князівства, а пізніше Галицько-Волинського князівства.
Після захоплення цих земель Польщею територія 1340–1772 роках входила до складу Руського воєводства Королівства Польського.
Село Гораєць засноване 1564 року на волоському праві на землях сусіднього села Жуків за бажанням великого коронного гетьмана та, одночасно, любачівського старости Яна Амора Тарновського (пол. Jan Amor Tarnowski).
Незадовго перед початком Другої світової війни в 1938 році населення Горайця становило 1 160 осіб, з них 1 077, або 92,84 % — українців, решта — поляки та євреї.
У 1939 році після розчленування Польщі біля Горайця пройшла лінія кордону між Третім Рейхом та Радянським Союзом. Само село знаходилось в утвореній гітлерівцями Генеральній губернії, а сільський цвинтар — в СРСР. Там же опинився населений поляками присілок Дібровка (пол. Dąbrowka), мешканців якого з прикордонної території представники органів НКВС депортували в Сибір.
28 липня 1943 року у сусідньому Жукові був вбитий парох сіл Жуків та Горайці отець Мирон Колтуняк, що ознаменувало собою початок нападів та вбивства українських духовних, культурних і політичних провідників. Не оминула зла доля й мешканців Горайця.
1944 року, після проходження через село німецько-радянської лінії фронту, воно відійшло до Польщі.

## Мета акції
За наказом польського командування, доведеного до керівництва батальйону, метою акції було знищення штабу Української повстанської армії. Але в Горайці на той час не перебував жоден підрозділ УПА. Єдиною озброєною силою в селі був невеликий відділ української самооборони. Підтвердженням цього служить і малий час (біля години), який пройшов від початку акції до зайняття села. Як згадує член гораєцького Самооборонного Кущового Відділу (СКВ) Михайло Лівчанин на псевдо «Семененко»:

| «Коли дізналися, що в селі нікого немає, почали атакувати зі всіх сторін, мордувати мешканців, стріляти в жінок та дітей».Оригінальний текст (пол.) Michajło Liwczanin „Semenenko” z horynieckiego SKW opowiada: „gdy dowiedzieli się, że we wsi nikogo nie ma, zaczęli atakować ze wszystkich stron, mordować mieszkańców, strzelać do kobiet i dzieci”. |
Фактичним завданням польських відділів було залякування українських мешканців села з ціллю примусити їх до залишення території Польщі.

## Перебіг трагедії
- 5 квітня 1945 року в 21:00 Другий Окремий Операційний батальйон Корпусу Внутрішньої Безпеки Польщі спільно з міліцією під керівництвом підполковника Станіслава Шопінського[pl] виступив з казарм в Любачові.
- В 4:50 наступного дня батальйон, поділений на чотири групи, зайняв бойові позиції. Село Гораєць разом з його присілками було оточене.
- О 5:00 розпочато атаку. Спочатку село було піддано артилерійському обстрілу, потім заатаковано піхотними відділами.
- В 6:10 Гораєць був зайнятий. Військові підрозділи перебували в населеному пункті до 10:00, позбавляючи в той час життя цивільних мешканців села. Зокрема, лише на території одного з господарств розстріляно близько 60 осіб. Будівлі в Горайці були підпалені, в них живцем згоріли жителі, котрі там ховалися від мордувань. Дії війська супроводжувала акція польського цивільного населення[7]. На користь військових пограбовано майно цивільних мешканців села[7].

Під час акції загинуло 174 особи, серед них 32 жінки, 35 дітей та 19 жителів, вік яких перевищував 60 років. Наймолодшому з замордованих було лише 6 тижнів, найстаршому минуло від дня народження 80 років

## Подальша доля мешканців села
Після різні 6 квітня 1945 року Гораєць було неодноразово пограбовано та заарештовано польською владою частину мешканців.
У травні 1946 року під час IV етапу Виселення українців з Польщі до УРСР 19 родин виселили до УРСР.
У 1947 році 144 українці, що залишились в Горайці, було вислано на північні терени Польщі на так звані «Повернені території» в рамках проведення Акції «Вісла».

## Слідствопольського Інституту національної пам'яті(ІНП)
ІНП (пол. IPN, Instytut Pamięci Narodowej) в проведеному ним розслідуванні встановив, що різня була самовільною дією солдатів, а метою командування була всього лише ліквідація українських збройних сил, у зв'язку з чим «вчинки (…) не мають ознак комуністичного злочину».

## Увіковічнення пам'яті про злочин
Протягом довгого часу про жертв різні в Горайці ніде й ніяк не згадували. На початку 90-х років 20 століття на цвинтарі в Горайці, на якому поховано жертв злочину, встановлено табличку з написом, що завищує офіційно встановлене число жертв:

| «Тут, на цьому цвинтарі і в цій могилі спочивають 185 мешканців Горайця. Загинули IV 1945 від рук Окремого Операційного батальйону Корпусу Внутрішньої Безпеки Польщі. Нехай та земля буде їм небом.»Оригінальний текст (пол.) «Tu na tym cmentarzu i w tej mogile spoczywa 185 mieszkańców Gorajca. Zginęli w IV 1945 z rąk U.B. K.B.W. Niech ta ziemia będzie im Niebem.» |
21 березня 1994 року підписано угоду між урядами України й Польщі про збереження місць пам'яті поховання жертв війни та політичних репресій.
У 1996 році розпочато процес отримання дозволу на будівництво пам'ятника. Ініціювала спорудження меморіалу очевидець тих страшних подій Євдокія Філь, котра упродовж 12 років, аж до своєї смерті в 2009 році, збирала дозволи на встановлення пам'ятника, кошти на його спорудження та прізвища невинно замордованих односельців. Кінцевий термін спорудження меморіалу і його відкриття були прописані в Протоколі реалізації угоди між урядами України й Польщі упродовж 2005—2007 років, але спорудження затягнулося в часі через брак коштів і було закінчено лише в 2010 році. В реалізації проекту допомогли внески Владислава Сіконя (Нове Село), Галини та Степана Боднар (Перемишль), Марії та Андрія Філів (Білий Бір, Кошалін, Польща) та представників американської діаспори — Марії та Івана Філів (Вінніпег, США). Автор проекту пам'ятника — архітектор Юрій Левосюк.
Відкриття пам'ятника, за участю представників польської і української влади, відбулося 21 серпня 2010 року. На пам'ятнику, розміщеному на кладовищі, знаходяться три хрести, поіменний список жертв злочину 6 квітня 1945 року, а також список жителів села, котрі трагічно загинули в 1942—1947 роках. Ведучим на урочистостях був Андрій Філь, син Євдокії, а серед виступаючих, поряд з урядовими достойниками з Києва і Варшави — її сестра, яка нині проживає на Тернопільщині та голова суспільно-культурного товариства «Любачівщина» в 2008—2013 роках Григорій Горох.

## Цитати
З виступу на відкритті пам'ятника міністра закордонних справ України Костянтина Грищенко:

| Відкриття меморіалу українцям, які в 1945 році стали жертвами масового вбивства в селі Гораєць, — це важлива і знакова подія у стосунках між Україною і Республікою Польща. Павлівка, Личаківка, Павлокома, Гута Пеняцька, а нині — Гораєць… Цей ланцюг пам'яті веде українців і поляків до визволення від гіркоти взаємних кривд і образ минулого, сприяє зміцненню українсько-польського партнерства, подальшому зближенню між нашими братніми народами. …Сьогоднішня молитва біля меморіалу має стати закликом до сучасних і майбутніх поколінь українців та поляків, щоб їхня свідомість не була обтяжена трагічним минулим, а лише бажанням жити поруч у мирі і творити об'єднану Європу[4]. |